# 海氏鈍鯊
海氏鈍鯊（学名：Koumansetta hectori），又名赫氏鈍鰕虎魚，为條鰭魚綱鱸形目鰕虎科庫曼鰕虎魚屬下的一个种，該物種主要分佈於印度洋海域，棲息深度為3米至30米，體長可達8.5公分。